# Product Sans
Product Sans è un carattere tipografico senza grazie progettato da Google per un utilizzo a scopo di branding aziendale. Introdotto il 1º settembre 2015 in contemporanea con il nuovo logo di Google, è stato gradualmente introdotto in tutti i prodotti dell'azienda.
In seguito ne è stata realizzata un'altra versione, denominata Google Sans, ottimizzata per la leggibilità su display di piccole dimensioni come quelli dei dispostivi mobili Android.